# Pietro Laureano
Pietro Laureano (Tricarico, 16 febbraio 1951) è un architetto e urbanista italiano.

## Carriera
È consulente UNESCO esperto per le zone aride, la gestione dell'acqua, la civiltà islamica e gli ecosistemi in pericolo, con vari interventi in Libia, Algeria ed Eritrea. Con i suoi studi sulle oasi del deserto algerino, condotti durante gli otto anni in cui ha vissuto nel Sahara, ha dimostrato come le oasi siano frutto dell'ingegno umano, patrimonio di tecniche e conoscenze per combattere l'aridità e modello di gestione sostenibile per il pianeta. Ha insegnato nelle facoltà di architettura delle università di Algeri, di Firenze e di Bari. È autore del progetto UNESCO per la campagna di salvaguardia di Shibam e del progetto di restauro dell'oasi di Ighzer in Algeria.
È autore dei rapporti che hanno portato all'iscrizione nella lista del Patrimonio dell'umanità UNESCO dei Sassi di Matera, dove ha vissuto per dieci anni abitando in locali da lui restaurati con metodi tradizionali, e del Parco nazionale del Cilento e Vallo di Diano. È inoltre il fondatore di "IPOGEA", organizzazione no profit con sede a Matera e a Firenze che realizza progetti di salvaguardia del paesaggio con pratiche antiche come l'uso dei terrazzamenti di pietra a secco e le cisterne di captazione d'acqua. Ha curato il padiglione della Sete all'Expo Universale di Saragozza, in Spagna, nel 2008, e la mostra sull'arte mondiale e l'architettura rupestre Ars Excavandi per Matera, Capitale Europea della Cultura 2019. Fa parte del gruppo di esperti UNESCO che sta lavorando alla stesura della nuova Convenzione sul paesaggio. È stato membro del consiglio direttivo del Comitato italiano dell'ICOMOS, vicepresidente e poi presidente dal 2017 al 2019.  Inoltre come rappresentante italiano nel Comitato tecnico-scientifico della Convenzione delle Nazioni Unite per la lotta contro la desertificazione (UNCCD), ha promosso la realizzazione di una Banca mondiale sulle conoscenze tradizionali e il loro uso innovativo.
Nel 2022 è incaricato come Responsabile Scientifico del convengo internazionale "Basilicata Blue Transition" che si è tenuto nel padiglione italiano dell'expo2020 a Dubai, durante l'evento è stato presentato in anteprima mondiale il documentario omonimo sull'acqua prodotto da Matteo Cichero.

## Premi e riconoscimenti
Nel 1989 riceve il premio "Un libro per il turismo" dalla Federazione Europea della Stampa Turistica
Nel 1994 riceve il premio "Dioscuro d'oro" per l'iscrizione dei Sassi di Matera al patrimonio UNESCO
Nel 1996 riceve il premio "Giardini di Hanbury" - dalla giuria del Grinzane Cavour (Presidente Marella Agnelli, Giulio Einaudi) per la cultura del giardino e del paesaggio.
Nel 1996 riceve il premio "Valentino" dalla città di Castellaneta per gli studi sul Sahara.
Nel 1997  riceve il premio "Massimo Troisi" - dalla città di Montecatini per documentari culturali e turistici sugli ecosistemi.
Nel 2005 riceve il premio Premio Nazionale "Mons. Pompeo Sarnelli" – dalla città di Bisceglie per l’impegno nel campo dell’architettura.
Nel 2006 riceve il premio Salvalarte promosso da Legambiente per il suo impegno per far diventare patrimonio mondiale dell’umanità i Sassi di Matera
Nel 2007 riceve il premio "Civiltà dell'Acqua" per il recupero innovativo di una cisterna a tetto nella murgia di Matera
Nel 2012 riceve il "Certificato di Merito" alla Conferenza Internazionale riguardo alle Tecniche tradizionali per la Gestione delle Risorse d'Acqua a Yazd, Iran in riconoscimento alla sua valorosa partecipazione e superlativo contributo per la realizzazione della conferenza organizzata dal Cluster UNESCO di Tehran, dall' UNESCO, dalla National Commission of Iran of UNESCO, e il Ministero dell'Energia Iraniano
Il 27 agosto 2016, l'Amministrazione Comunale di Pomarico gli conferisce il premio LucaniaOro Menzione Speciale Matera Capitale Europea della Cultura 2019.
Nel 2017 riceve il premio "Eccellenze Lucane Fiorentine" dall'Associazione Culturale Lucana-Firenze
Nel 2017 riceve il premio "Saudi ICOMOS" per il suo lavoro svolto ad Al-Hasa in Arabia Saudita
Nel 2017 riceve il premio "Lucani Insigni" promosso dalla Regione Basilicata a Venosa.
Nel 2017 riceve il premio "Premio Speciale Fondazione Cassa di Risparmio di Calabria e di Lucania" per il suo ruolo fondamentale nella candidatura di Matera a Capitale della Cultura Europea 2019
Nel 2018 riceve il "Diploma di Eccellenza" per la promozione della cultura Rumena insignito dalla facoltà di Geografia e Geologia della Alexandru Ioan Cuza University di Iași.
Nel 2019 riceve il titolo di "Cittadino Onorario" dal Comune di Tursi per l'impegno nell'Iscrizione delle Rabatane alla lista del Patrimonio Mondiale UNESCO
Nel 2021 riceve il premio "Diploma d'Onore" insignito dal presidente dell'Azerbaigian Ilham Aliyev per il Manuale di Restauro della città di Sheki
Nel 2024 riceve il premio "Dinu Adamesteanu" per "Eccellente Urbanista, Consulente UNESCO, autore delle relazioni che hanno portato all'inclusione dei Sassi di Matera e del Parco del Cilento nell'elenco dei patrimoni dell'umanità, per il rilevante e mirabile lavoro dedicato alla ricerca e allo studio dell'archeologia naturalistica." a Policoro.

## Principali pubblicazioni
- Sahara, giardino sconosciuto, Giunti, Firenze, 1989.
- Giardini di pietra, i Sassi di Matera e la civiltà mediterranea, Bollati Boringhieri, Torino, 1993.
- La piramide rovesciata, il modello dell'oasi per il pianeta Terra, Bollati Boringhieri, Torino, 1995.
- Atlante d'acqua, conoscenze tradizionali per la lotta alla desertificazione, Bollati Boringhieri, Torino, 2001.